# Mar Vermelho
Mar Vermelho is een gemeente in de Braziliaanse deelstaat Alagoas. De gemeente telt 4.131 inwoners (schatting 2009).